# Misioneros Identes
El Instituto Id de Cristo Redentor, Misioneras y Misioneros Identes, o simplemente Misioneros Identes, es un instituto católico fundado por Fernando Rielo Pardal en 1959 en la isla de Tenerife, Canarias, España, compuesto por religiosos y religiosas, así como misioneros seculares, solteros o casados. Los Misioneros Identes pertenecen a la categoría de nuevas formas de vida consagrada en el Código de Derecho Canónico Católico, mientras que el Anuario Pontificio lo clasifica como «otros Institutos de vida consagrada».
El nombre "Idente" es un neologismo construido con el imperativo id del verbo español ir y la desinencia ente del participio latino -ens, -entis. La palabra Idente es, por tanto, un neologismo español y un neologismo latino (idens, identis) con el significado de caminar uniéndose uno permanentemente con la divina conciencia filial de Cristo.

## Historia
La fundación de las Misioneras y Misioneros Identes inicia sus primeros pasos en la Diócesis de Tenerife (Canarias – España), bajo el impulso del entonces obispo, Mons. D. Domingo Pérez Cáceres, quien recibe y anima a su Fundador, D. Fernando Rielo Pardal y a la primera comunidad de misioneros el 29 de junio de 1959. 
La peculiaridad de esta Institución, formada por varones y mujeres, laicos y clérigos, célibes y casados, requirió un largo recorrido hasta el reconocimiento canónico, recibido de la Diócesis de Madrid el 23 de enero de 1994, como Asociación Pública de Fieles. 
El 4 de julio de 2009, después de que en el 2004 fuera reconocido como Instituto de vida Consagrada, la Santa Sede confiere a esta Institución el rango de “instituto de vida consagrada de derecho pontificio”. Durante todos estos años la Institución se ha extendido por numerosos países de Europa, América, Asia y África, con el resultado de unas noventa casas distribuidas en veinticinco naciones en estrecha colaboración con las diócesis donde residen.

## Carisma
El espíritu Idente es conforme a tres principios evangélicos: el mandamiento sed santos como vuestro Padre Celestial es santo (Mt. 5,48); el consejo promisorio cuando dos o tres están reunidos en mi nombre allí estoy en medio de ellos (Mt, 18, 20); el imperativo apostólico id por todo el mundo y proclamad la buena nueva a toda la creación (Mc. 16, 15).
La finalidad de la institución es vivir una vida de perfección evangélica en común, para lo cual sus miembros forman comunidades donde se comparte la vida espiritual y la tarea misionera. Dicha perfección consiste en el progreso de la inclinación filial que, enamoradamente, nos una a un Padre Eterno. El carácter apostólico de los misioneros Identes se encuentra, específicamente, en el diálogo apologético con los intelectuales para defensa de la verdad revelada y el encuentro con la juventud, sobre todo con quienes, dentro de los jóvenes, perdieron su fe católica o no la alcanzaron nunca. Las diferencias culturales y religiosas, de rigurosa especialización en nuestro tiempo, configuran a los miembros del instituto, inspirándose en la universalidad misionera de la iglesia, con aquel delicado sentido humanista que exige la convivencia ecuménica con todas las instituciones y grupos religiosos y culturales, creando fundaciones en beneficio de la humanidad, y especialmente, de la Iglesia católica.
Actualmente existe una necesidad acerca de que la fe que nos anima dé respuesta a la cultura humana y, no menos, a la ciencia. El reto presente no consiste en que nuestra fe se inhiba ante el empuje de las culturas históricas, sino, antes bien, aporte a éstas el acervo cultural y científico de nuestra religión. Cristo se revela como hombre cultísimo que abre nuestra mente a la observación de parajes intelectuales y estéticos dignos del hombre a quien redime.
Las misioneras y misioneros identes –célibes y casados– además de vivir los consejos evangélicos, adquieren el compromiso firme de consagrar su vida al estudio con el fin de colaborar eficazmente en la defensa filosófica y teológica del pensamiento cristiano y, por tanto, de la cátedra de Pedro. Como consecuencia de ello, partiendo de la situación educativa o profesional en la que hayan recibido su vocación, deben aspirar al grado académico más alto posible y trabajar preferentemente en la docencia e investigación superior.
La sensibilidad social de los misioneros Identes acoge en todos sus aspectos las frustraciones denunciadas por la indigencia humana: enfermedad, incultura, injusticia y, en general, la tristeza de la vida. Esta piedad implora por destinatario dilectísimo una infancia que, frente a la crueldad humana, aparece tristemente indefensa. “vuestro propósito, queridos hijos, es –afirma su fundador– el mismo de Cristo: pasar por esta vida haciendo bien a todos”. Así, la actividad social, verdaderamente monástica, de la institución abarca, desde la asistencia en hogares a niños abandonados y la promoción integral de ambientes social y culturalmente deprimidos, como en la selva, hasta la restauración espiritual y cultural de ambientes y personas que, como en Europa, han caído en el materialismo y el sinsentido. Los centros monásticos identes acogen a todos aquellos que desean redescubrir en sus vidas la oración, que es el llanto del amor. El espíritu familiar y lo que el fundador llama la “teología del buen gusto” constituyen, así mismo, elementos centrales del humanismo idente.

## Misioneras
- Juana Sánchez-Gey Venegas: Directora del Aula de Pensamiento de la Fundación Fernando Rielo. Profesora Titular del Departamento de Antropología Social y Pensamiento Filosófico Español en la Facultad de Filosofía y Letras, Universidad Autónoma de Madrid (UAM).